# Роз-Гілл
Бо-Басен — Роз-Гілл (англ. Beau Bassin-Rose Hill) - друге за чисельністю населення місто Маврикію. Є адміністративним центром округу Плен-Вілем. Другий після столиці економічний центр країни. Топонім: Бо-Басен (фр. пречудова водойма) і Роз-Гілл (англ. пагорб троянд).
Населення 104 973 чол. (2013) .
Засноване в XVIII столітті .
Розташоване в західній частині острова, на південь від Порт-Луї .
У місті діє середня школа, суд та бібліотека Британської Ради .